# HD 73526
HD 73526 är en ensam stjärna belägen i den norra delen av stjärnbilden Seglet. Den har en skenbar magnitud av ca 9,00 och kräver åtminstone en stark handkikare eller ett mindre teleskop för att kunna observeras. Baserat på parallax enligt Gaia Data Release 2 på ca 10,3 mas, beräknas den befinna sig på ett avstånd på ca 318 ljusår (ca 98 parsek) från solen. Den rör sig bort från solen med en heliocentrisk radialhastighet på ca 26 km/s.

## Egenskaper
HD 73526 är en gul till vit stjärna i huvudserien av spektralklass G6 V. Den har en massa som är ca 1,1 solmassor, en radie som är ca 1,7 solradier och har ca 2,4 gånger solens utstrålning av energi från dess fotosfär vid en effektiv temperatur av ca 5 600 K.

## Planetsystem
I juni 2002 tillkännagavs en exoplanet, HD 73526 b, som kretsar kring HD 73526 i en bana som är något mindre än Venusbanan runt solen. Denna planet får direktinstrålning från stjärnan med 3,65 gånger jordens eller 1,89 gånger Venus. Den var den enda planeten fram till 2006 då en andra planet, HD 73526 c, upptäcktes. Den senare bildar en 2:1 omloppsresonans med planeten b. Även om angivna massor är minimimassor, eftersom lutningen hos planeternas bana är okänd, anger omloppsanalys att banlutningen för båda planeterna sannolikt är nära 90°, vilket betyder att minimimassan är mycket nära planeternas verkliga massor.
| Planet | Massa           | Halv storaxel (AE) | Siderisk omloppstid (d) | Excentricitet | Inklination | Radie |
| ------ | --------------- | ------------------ | ----------------------- | ------------- | ----------- | ----- |
| b      | ≥2,07 ± 0,16 MJ | 0,66 ± 0,05        | 187,5 ± 0,3             | 0,39 ± 0,05   | -           | -     |
| c      | ≥2,30 ± 0,17 MJ | 1,05 ± 0,08        | 376,9 ± 0,9             | 0,40 ± 0,05   | -           | -     |